# Nereta
Nereta è un comune della Lettonia appartenente alla regione storica della Selonia di 4.425 abitanti (dati 2009).

## Località
Il comune è stato istituito nel 2009 ed è formato dalle seguenti località:
- Mazzalve
- Nereta
- Pilskalne
- Zalve